# Ceballosia fruticosa
El Duraznillo o Ceballosia fruticosa es una especie de arbusto endémico de las Islas Canarias.

## Distribución
Se encuentra en zonas semiáridas de las Islas Canarias (por ejemplo El Hierro), donde se encuentra junto con calcosas, verodes, tabaiba amarga y cornical.

## Descripción
Se trata de un arbusto suelto de entre un y tres metros de altura con madera relativamente dura comparada con los demás arbustos de la zona, como la muy blanda calcosa, el verode o la tabaiba.
- Datos: Q1052206
- Multimedia: Heliotropium messerschmidioides / Q1052206